# Jesucristo Colega

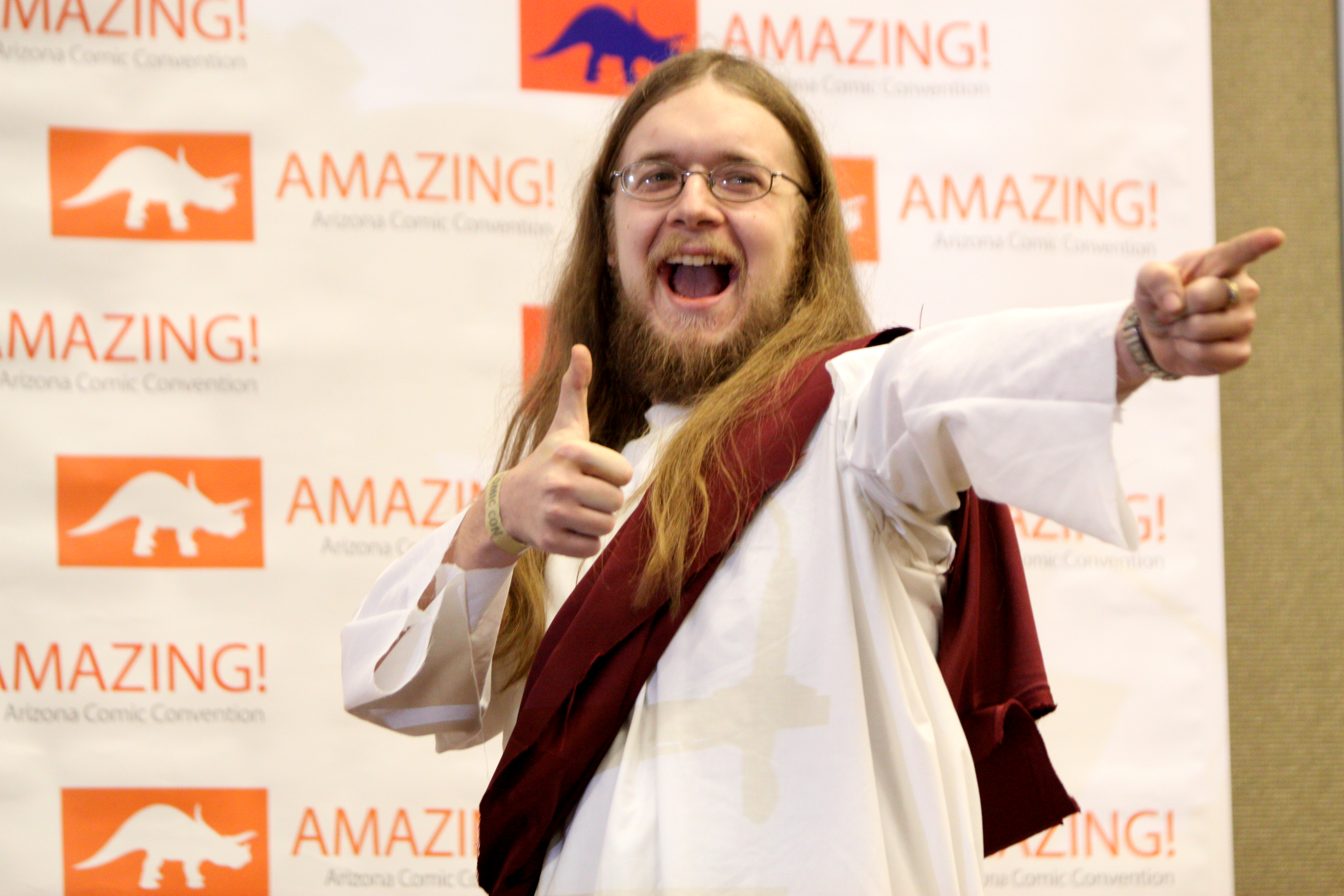

El Jesucristo Colega es un imagen humorística de Jesucristo, creada como parodia de algunos aspectos de la Iglesia católica, que aparece en la película Dogma como parte de la campaña "Catholicism Wow!". 
Consiste en una figura de Jesucristo, que lejos de la seriedad que muestra habitualmente se muestra sonriente, guiñando un ojo y tiene el pulgar de la mano izquierda levantado, y nos apunta con la otra mano en una actitud que claramente pretende ser "moderna" o "juvenil".

## Aparición enDogma
Viendo que la imagen de la crucifixión es bastante deprimente, la Iglesia, dirigida por el Cardenal Glick (George Carlin), decide retirarla y crear una imagen de Cristo más edificante como un forofo deportivo. Jesucristo Colega es la respuesta en la misa cuando el sacerdote dice "El cuerpo de Cristo".

## Apariciones en otras películas
- En la película Jay y Bob el Silencioso contraatacan, una monja (Carrie Fisher) que recoge a Jay y Bob el Silencioso haciendo autoestop tiene un Jesucristo Colega en el salpicadero de su coche (una referencia a la costumbre de llevar medallas y figurillas en el salpicadero de San Cristóbal, santo patrón de los conductores).

- En el corto de animación Clerks: The Lost Scene, las cartas de la muerte que Randal tira tienen numerosas imágenes que se parecen sospechosamente al Jesucristo Colega, así como a los ángeles de Dogma, Bartleby y Loki.

- En la película Clerks II, Jay lleva una especie de camiseta con una imagen del Jesucristo Colega y la frase "Got Christ?", ¿Tienes Cristo? en castellano, como juego de palabras que hace alusión a la pregunta "Got milk?", ¿tienes leche?, que era el eslogan de una conocida campaña para fomentar el consumo de leche en los Estados Unidos.

- Datos: Q3399971